# Музей на дейците на ВМРО от Щип и Щипско
Музеят на дейците на ВМРО от Щип и Щипско (на македонска литературна норма: Музеј на дејците на ВМРО од Штип и Штипско) е исторически музей в щипската махала Ново село, Република Македония, посветен на дейци на ВМОРО и ВМРО и революционната им дейност в и около района на град Щип. Музеят е официално открит от премиера Никола Груевски и министъра на културата Елизабета Канческа-Милевска през 2014 година.

## Експозиция
Целогодишната експозиция е разположена във възрожденската Андонова къща, реставрирана и откупена от Министерството на културата. В музея са изложени документи, оръжие и предмети, както и 11 восъчни фигури на учителите в Щип и лидери на революционната организация Гоце Делчев, Даме Груев и Гьорче Петров, както и на много щипски дейци - Мише Развигоров, Дончо Щипянчето, Владислав Ковачев, Тодор Лазаров, Тодор Александров, Йордан Цицонков, Славейко Арсов, Стоян Донев Тосев, Панчо Михайлов, Йордан Гюрков, Димитър Мирасчиев, Страхил Развигоров, Мите Хаджимишев, Христо Чемков, Ефрем Чучков, Иван Михайлов и обхваща периода от основаването на ВМОРО в 1893 година до забраната на ВМРО в 1934 година.